# Suzana Herculano-Houzel
Suzana Herculano-Houzel là một nhà thần kinh học người Brazil. Cô hoạt động chủ yếu trong lĩnh vực giải phẫu học thần kinh; Cô đã khám phá ra phương pháp đếm tế bào thần kinh của con người và động vật khác và mối liên hệ giữa vùng vỏ não với độ dày và số nếp gấp vỏ não.

## Tiểu sử
Suzana Herculano-Houzel sinh năm 1972 tại Rio de Janeiro. Cô tốt nghiệp ngành Sinh học tại Đại học Liên bang Rio de Janeiro (UFRJ) (1992), có bằng thạc sĩ tại Đại học Case Western Reserve, tiến sĩ tại Đại học Paris VI (1995) và sau tiến sĩ tại Viện Max Planck (1999), tất cả đều trong ngành khoa học thần kinh.
Herculano-Houzel là một giảng viên tại Đại học Liên bang Rio de Janeiro từ năm 2002 đến tháng 5 năm 2016, sau đó cô chuyển đến công tác tại Đại học Vanderbilt.
Cô đã xuất bản những cuốn sách để phổ biến khoa học và viết mục cho báo Folha de S.Paulo và tạp chí Scientific American Brazil. 
Cô là diễn giả người Brazil đầu tiên trên TED Global vào năm 2013, thảo luận về những gì làm cho bộ não con người trở nên đặc biệt.
Năm 2004 cô dành được giải thưởng Truyền thông Khoa học José Reis của Hội đồng quốc gia về phát triển khoa học và công nghệ của Brazil.

## Ấn phẩm
Human Advantage: A New Understanding of How Our Brain Became Remarkable. Editor: The Mit Press; (2016). ISBN 0262034255